# Chef pète les plombs
Chef pète les plombs (Chef Goes Nanners en version originale) est le septième épisode de la quatrième saison de la série animée South Park, ainsi que le 55e épisode de l'émission.

## Synopsis
Chef est scandalisé. En effet, le drapeau de South Park est selon lui raciste car il représente un noir pendu, entouré de quatre blancs faisant la fête. Afin d'en juger avec la plus grande impartialité, il est demandé aux enfants de décider s'il faut changer ou non le drapeau.